# Liste der Biografien/Haur
Liste der Biografien |
Portal Biografien |
Personensuche
# |
A |
B |
C |
D |
E |
F |
G |
H |
I |
J |
K |
L |
M |
N |
O |
P |
Q |
R |
S |
T |
U |
V |
W |
X |
Y |
Z |
?
 
Ha |
Hd |
He |
Hi |
Hj |
Hk |
Hl |
Hm |
Hn |
Ho |
Hr |
Hs |
Ht |
Hu |
Hv |
Hw |
Hy
 
Haa |
Hab |
Hac |
Had |
Hae–Haf |
Hag |
Hah |
Hai |
Haj |
Hak |
Hal |
Ham |
Han |
Hao |
Hap |
Haq |
Har |
Has |
Hat |
Hau |
Hav |
Haw |
Hax |
Hay |
Haz
 
Haua |
Haub |
Hauc |
Haud |
Haue |
Hauf |
Haug |
Hauk |
Haul |
Haum |
Haun |
Hauo |
Haup |
Haur |
Haus |
Haut |
Hauv |
Hauw |
Haux |
Hauy |
Hauz
Die Liste der Biografien führt alle Personen auf, die in der deutschsprachigen Wikipedia einen Artikel haben. Dieses ist eine Teilliste mit 22 Einträgen von Personen, deren Namen mit den Buchstaben „Haur“ beginnt.

## Haur

### Haura
- Haurand, Ali (1943–2018), deutscher Jazzmusiker
- Haurand, Lutz (1826–1873), Mitglied der kurhessischen Landstände
- Haurani, Akram al- (1915–1996), syrischer Politiker und Mitbegründer der Arabischen Sozialistischen Baath-Partei (ASBP)

### Haure
- Hauréau, Jean-Barthélemy (1812–1896), französischer Historiker und Publizist
- Hauret, Patrice (* 1977), französischer Mathematiker

### Hauri
- Hauri, Erik (1966–2018), US-amerikanischer Geochemiker und Planetenforscher
- Hauri, Hans (1912–1986), Schweizer Architekt
- Hauri, Hans (1924–2018), Schweizer Bauingenieur und Hochschullehrer
- Hauri, Hans-Peter (* 1945), Schweizer Biologe
- Hauri, Kurt (1936–2009), Schweizer Jurist
- Hauri, Max (1941–2015), Schweizer Pferdesportler
- Hauri, Rebekka (* 1998), schweizerische Volleyballspielerin und Model
- Haurin, Donald R. (* 1949), US-amerikanischer Wirtschaftswissenschaftler
- Hauriou, Maurice (1856–1929), französischer Rechtswissenschaftler

### Hauro
- Hauröder-Strüning, Ulrike (* 1956), deutsche Geologin und Präsidentin des Bundesamtes für Infrastruktur, Umweltschutz und Dienstleistungen der Bundeswehr (BAIUDBw)
- Haurowitz, Felix Michael (1896–1987), tschechisch-US-amerikanischer Biochemiker
- Haurowitz, Harry von (1799–1882), deutscher Arzt

### Hauru
- Haurum, Carsten (* 1956), dänischer Handballspieler
- Haurum, Christina (* 1989), dänische Handballspielerin

### Haury
- Haury, Konrad (1872–1931), Landtagsabgeordneter Volksstaat Hessen
- Haury, Thomas (* 1959), deutscher Soziologe
- Haurylenka, Jauhen (* 1951), sowjetisch-belarussischer Hürdenläufer